# Hogan Knows Best
Hogan Knows Best is een Amerikaanse realityserie. Televisiecamera's volgen de dagen van Amerikaans professioneel worstelaar Hulk Hogan en zijn familie, die bestaat uit zijn vrouw Linda, dochter Brooke en zijn zoon Nick, die gewoonlijk streken met zijn familie en anderen uithaalt.

## Over de serie
De serie had zijn eerste uitzending op 10 juli 2005 en leverde de grootste kijkdichtheid ooit voor een première op de zender VH1 op. Begin 2006 ging het in de lucht via CMT, alsook op TMF en MTV in het Verenigd Koninkrijk; TVtropolis in Canada; MTF Italia in Italië; MTV Central in Duitsland en Oostenrijk; en VH1 en MTV Portugal in Portugal.
De show was oorspronkelijk bedoeld – en voorgelegd aan Hogan – om zijn beroemde Wrestlemania X8-wedstrijd "Icon vs. Icon" tegen The Rock in 2002 vast te leggen en zo chronologisch Hogan te volgen bij zijn terugkomst naar de WWE, na zijn afscheid van WCW, toen hij geopereerd moest worden aan beide knieën, maar Hogan weigerde. Echter, toen hij later het succes zag van soortgelijke series van Britney Spears en Hilary Duff, accepteerde hij het aanbod, omdat hij het als een weg zag om de zangcarrière van zijn dochter Brooke te promoten.